# Klaus Blume
Klaus Blume (* 20. November 1940 in Halle (Saale); † 24. August 2022) war ein deutscher Sportjournalist.

## Leben
Blume wuchs in Halle an der Saale auf und war als Leichtathlet beim SC Chemie Halle Mittelstreckenläufer. 1958 kehrte er nach einem Urlaub in Mecklenburg-Vorpommern nicht in seine Heimat zurück, sondern setzte sich nach West-Berlin und damit von der Deutschen Demokratischen Republik in die Bundesrepublik Deutschland ab. 1963 trat er in der Sportredaktion der Frankfurter Allgemeinen Zeitung eine Volontärsstelle an. Seine Fachgebiete wurden die Sportarten Leichtathletik, Radsport, Ski nordisch und Eisschnelllauf sowie die Themenbereiche Korruption im Sport und Doping.
1976 wechselte Blume zur Zeitung Die Welt und zur Welt am Sonntag, ab 1977 betätigte er sich zusätzlich im Hörfunk der ARD. Ab 1964 war er Mitarbeiter der Neuen Zürcher Zeitung. Ein Jahr arbeitete er des Weiteren für das Blatt Sport Zürich. Blume ging 1989 zur Sport Bild. Er berichtete im Laufe seiner journalistischen Tätigkeit auch für den Kicker über das Radsportgeschehen und veröffentlichte Beiträge in den Medien Der Spiegel, Süddeutsche Zeitung, Die Zeit, Stern, Handelsblatt, Tages-Anzeiger, L’Équipe, Sports Illustrated und Hamburger Abendblatt.
Blume berichtete während seiner journalistischen Laufbahn von zahlreichen Sportgroßereignissen, darunter Olympische Spiele (Sommer und Winter), die Tour de France, Leichtathletik-Weltmeisterschaften und nordische Skiweltmeisterschaften.
2006 erschien sein Buch Venga! Venga! Venga! – Die Macher des Radsports. In seinem Buch Des Radsports letzter Kaiser? aus dem Jahr 2011 beschrieb er die Karriere von Jan Ullrich sowie Struktur und Handlungsweise des Berufsradsports, unter anderem mit Hinwendung zum Thema Doping. 2012 erschien Blumes Buch Die Dopingrepublik: eine (deutsch-) deutsche Sportgeschichte, in dem er sich mit Doping in BRD und DDR auseinandersetzte. Im Jahr 2013 veröffentlichte er das Buch Tatort Fankurve: Fußball, Gewalt und Rechtsextremismus. Mit Das Geheimnis von Leuna: Ein Saale-Krimi erschien 2016 sein erster Roman.